# Edward John Cameron

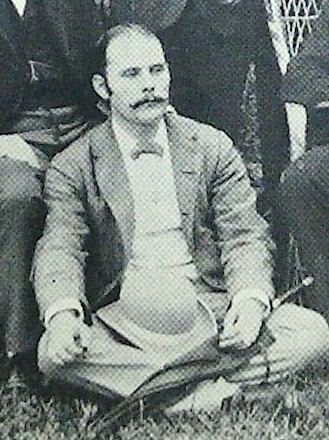
Edward John Cameron, 1885

Sir Edward John Cameron KCMG (* 14. Mai 1858, Leamington, Warwickshire, England; † 20. Juli 1947, Bath, Somerset, England) war ein britischer Kolonialadministrator, der von Februar 1914 bis 1920 als Gouverneur von Gambia tätig war.

## Leben und Ausbildung
Cameron wurde am 14. Mai 1858 als dritter Sohn von John Charles Cameron MD geboren, dem stellvertretenden Surgeon-General der British Army. Seine Mutter war Julia Elizabeth Mooyaart, die Tochter von James Mooyaart, dem Auditor-General von Ceylon. Cameron erhielt seine Schulbildung an der Shrewsbury School und am Clifton College, bevor er sich am 24. Mai 1877 am Merton College in Oxford einschrieb. Am 12. April 1887 heiratete er Eva Selwyn Isaacs (1858–1944), die Tochter des australischen Barristers und Politikers Robert Macintosh Isaacs.

## Karriere
Cameron durchlief die koloniale Laufbahn als Kommissar der Britischen Jungferninseln und Mitglied der Executive und Legislative Councils of the Leeward Islands (Februar 1887–1893), Kommissar der Turks- und Caicosinseln (1893–1899), Administrator of Saint Vincent (Mai 1901–März 1909). Stellvertretender Governor-in-Chief of the Windward Islands (Juni 1909–Oktober 1909), Kommissar von St. Lucia (11. März 1909–1914), Gouverneur von Gambia (11. April 1914–Juli 1920) bis zu seiner Pensionierung. Während seiner Zeit in Gambia setzte er die erste Colonial Investigation zum Verhalten des Travelling Commissioners J. K. McCallum und zu dessen Beziehung mit Fatou Khan ein.
Cameron wurde am 30. Juni 1905 im Rahmen der 1905 Birthday Honours geadelt (CMG) und am 5. Juni 1916 (1916 Birthday Honours) nochmals befördert (KCMG).